# Shake It Off
Shake It Off – singel amerykańskiej piosenkarki Taylor Swift, wydany 18 sierpnia 2014 roku nakładem wytwórni fonograficznej Big Machine oraz Republic. Utwór został wydany jako pierwszy singel promujący album 1989. Singel osiągnął sukces komercyjny, docierając między innymi do pierwszego miejsca amerykańskiego notowania Billboard Hot 100. Utwór szczytował również w Australii, Czechach, Kanadzie, Meksyku, Słowacji oraz na Węgrzech.

## Teledysk
Teledysk został wyreżyserowany przez Marka Romanka, a jego premiera odbyła się 18 sierpnia 2014 roku, w tym samym dniu singel ukazał się w sprzedaży. Ujęcia były kręcone przez trzy dni w czerwcu w Los Angeles. Wideo otrzymało mieszane recenzje od krytyków. Brian Mansfield z dziennika Chicago Sun-Times nazwał obraz „żwawym”.

## Notowania i certyfikaty
| Lista (2014)                             | Najwyższa pozycja |
| ---------------------------------------- | ----------------- |
| Australia (ARIA Charts)                  | 1                 |
| Austria (Ö3 Austria Top 40)              | 6                 |
| Belgia (Ultratop 50 Flandria)            | 17                |
| Belgia (Ultratop 50 Walonia)             | 14                |
| Brazylia (Billboard Hot 100)             | 56                |
| Chorwacja (ARC 100)                      | 5                 |
| Czechy (IFPI Ceská Republika)            | 1                 |
| Dania (Tracklisten)                      | 4                 |
| Kanada (Canadian Hot 100)                | 1                 |
| Finlandia (Suomen virallinen lista)      | 6                 |
| Francja (SNEP)                           | 6                 |
| Hiszpania (PROMUSICAE)                   | 2                 |
| Holandia (MegaCharts)                    | 5                 |
| Irlandia (IRMA)                          | 3                 |
| Islandia (Tonlist)                       | 2                 |
| Izrael (Media Forest)                    | 4                 |
| Japonia (Japan Hot 100)                  | 4                 |
| Korea Południowa (GAON)                  | 19                |
| Meksyk (Airplay)                         | 1                 |
| Niemcy (Media Control Charts)            | 5                 |
| Norwegia (VG-Lista)                      | 3                 |
| Nowa Zelandia (NZ Top 40 Singles)        | 1                 |
| Polska (AirPlay – Top)                   | 1                 |
| RPA (EMA)                                | 2                 |
| Słowacja (IFPI)                          | 1                 |
| Szwajcaria (Schweizer Hitparade)         | 7                 |
| Szwecja (Sverigetopplistan)              | 3                 |
| Węgry (Mahasz)                           | 1                 |
| Włochy (FIMI)                            | 10                |
| Wielka Brytania (UK Singles Chart)       | 2                 |
| Stany Zjednoczone (Billboard Hot 100)    | 1                 |
| Stany Zjednoczone (Hot Dance Club Songs) | 17                |
| Stany Zjednoczone (Top 40 Mainstream)    | 1                 |
| Stany Zjednoczone (Rhythmic)             | 17                |

| Lista (2014)                              | Pozycja |
| ----------------------------------------- | ------- |
| Australia (ARIA)                          | 3       |
| Kanada (Canadian Hot 100)                 | 9       |
| Niemcy (Media Control Charts)             | 28      |
| Izrael (Media Forest)                     | 48      |
| Japonia (Japan Hot 100)                   | 34      |
| Holandia (Single Top 100)                 | 77      |
| Holandia (Dutch Top 40)                   | 55      |
| Nowa Zelandia (Recorded Music NZ)         | 5       |
| Polska (ZPAV)                             | 45      |
| Szwajcaria (Schweizer Hitparade)          | 49      |
| Wielka Brytania (Official Charts Company) | 14      |
| US Billboard Hot 100                      | 13      |
| US Adult Contemporary (Billboard)         | 20      |
| US Adult Top 40 (Billboard)               | 19      |
| US Mainstream Top 40 (Billboard)          | 19      |

| Kraj                         | Certyfikat | Sprzedaż   |
| ---------------------------- | ---------- | ---------- |
| Australia (ARIA)             | 6x Platyna | 420 000+   |
| Japonia (RIAJ)               | Złoto      | 100 000+   |
| Meksyk (AMPROFON)            | Platyna    | 60 000+    |
| Niemcy (BVMI)                | Złoto      | 200 000+   |
| Nowa Zelandia (RIANZ)        | 3x Platyna | 45 000+    |
| Stany Zjednoczone (RIAA)     | 6x Platyna | 4 400 000+ |
| Szwajcaria (IFPI Szwajcaria) | Złoto      | 15 000+    |
| Szwecja (GLF)                | Platyna    | 40 000+    |
| Wielka Brytania (BPI)        | Platyna    | 600 000+   |
| Włochy (FIMI)                | Platyna    | 30 000+    |

## Historia wydania
| Kraj              | Data                 | Format                 | Wytwórnia                | Ref.          |
| ----------------- | -------------------- | ---------------------- | ------------------------ | ------------- |
| Belgia            | 18 sierpnia 2014     | Digital download       | Big Machine              | [ 65 ]        |
| Francja           | 19 sierpnia 2014     | Digital download       | Universal                | [ 66 ]        |
| Stany Zjednoczone | 19 sierpnia 2014     | Digital download       | Big Machine              | [ 67 ] [ 68 ] |
| Stany Zjednoczone | 19 sierpnia 2014     | Contemporary hit radio | - Big Machine - Republic | [ 69 ]        |
| Wielka Brytania   | 25 sierpnia 2014     | Contemporary hit radio | Big Machine              | [ 70 ]        |
| Stany Zjednoczone | 11 września 2014     | CD single              | Big Machine              | [ 71 ]        |
| Niemcy            | 10 października 2014 | CD single              | Universal                | [ 72 ]        |